# Lophuromys melanonyx
Lophuromys melanonyx — вид гризунів родини мишевих (Muridae). Зустрічається тільки в Ефіопії. Його природним середовищем існування є субтропічні або тропічні високогірні луки. Проживає на висотах 3100–4300 метрів. Йому загрожує втрата середовища проживання.